# Aphilopota aspersa
Aphilopota aspersa là một loài bướm đêm trong họ Geometridae.